# Burn (альбом)
Burn — восьмой студийный альбом британской группы Deep Purple и первый, записанный составом «Mark 3», вышел в феврале 1974 года на EMI/Purple (в Великобритании) и Warner Bros. в США.

## Предпосылки
В апреле 1973 года Лорд и Пейс посетили выступление Trapeze в клубе Whisky a Go Go в Лос-Анджелесе и заинтересовались поющим басистом Гленом Хьюзом. Уже в мае Хьюзу поступило предложение от Лорда присоединиться к Deep Purple, однако Гленн ответил отрицательно. В конечном счёте его привлекла возможность играть в одной группе с Полом Роджерсом, которого Ричи Блэкмор хотел получить на роль вокалиста.
Однако Роджерс ушёл в Bad Company, и группа через музыкальные издания анонимно объявила конкурс на вокалиста, в результате которого был приглашён малоизвестный Дэвид Ковердэйл, дававший выступления с локальными группами в Рэдкаре. По воспоминаниям Иэна Пейса, демозапись Ковердэйла звучала «ужасно, Дэвид напоминал Скотта Уокера», однако «в одной из песен он спел на октаву выше, всего в трёх-четырёх тактах», и это сыграло определяющую роль. Иэн позвонил Ричи Блэкмору и сказал: «Кажется, я нашел кого-то. Пьяный в хлам, но звучит хорошо».
Прослушивание состоялось в августе 1973 года, в Scorpio Sound Studios; к новичку отнеслись очень доброжелательно: «Они ни разу не прервали меня, не попросили повторить тот или иной фрагмент. Я бы с радостью спел им „Child in Time“, но они запротестовали: „О, нет, давай её пропустим, что там следующее?“ Я в то время совершенно не осознавал, насколько это была мощная и знаменитая команда». Спустя неделю Ковердэйл был утверждён.
Ковердэйл быстро понял, что ведущим композитором в группе является Блэкмор: «Ричи был очень занят. У него было полным-полно восхитительных, свежих идей, совсем не похожих на музыку тех стереотипных Purple, что я прослушивал, изучая „досье“ группы». Группа совершенно не опасалась брать новичка на место Иэна Гиллана: «Мы очень хорошо всё взвесили и обдумали. В голосе Дэвида достаточно индивидуальности и своеобразия. Он был очень не похож на вокал Гиллана, а потому ни о каком сравнении не могло быть и речи».

## Запись
«На мой взгляд, в Burn есть очень, очень хорошие треки, и мы далеко ушли от того, что записывали составом mark II. Мы не пытались сделать второй Machine Head или In Rock, мы записывали совершенно самостоятельный, самобытный альбом. Думаю, это уже само по себе было делом храбрым и выдающимся»— Иэн Пейс.
Репетиции начались 9 сентября 1973 года в глостерширском замке «Клиауэлл». Burn был записан в ноябре 1973 года в Монтрё, Швейцария (The Rolling Stones Mobile Studio), а смикширован в Британии на студии Иэна Гиллана «Kingsway Recorders». Конфликтов во время записи не возникало, решающее слово оставалось за «старожилами» группы; при этом под влиянием Ковердэйла и Хьюза звучание Deep Purple стало более блюзовым, стали проявляться элементы фанка и соула. Для Пейса это была возможность попробовать «нечто новенькое, интересное в ритмическом плане».

«На мой взгляд, их музыка была чересчур фундаментальной. <…> Творчество [Trapeze] приближалось к соулу. Когда Purple предложили мне войти в их состав, я, как музыкант, мыслил в совершенно ином ключе, нежели они. Послушайте, к примеру, такие песни Trapeze как „Coast to Coast“ или „Will Our Love End“. Я придерживался скорее фолковых традиций».— Гленн Хьюз о разнице между Purple и Trapeze
Рифф к заглавной композиции был придуман во время репетиции в замке «Клиауэлл», хотя Блэкмор отметил возможное подсознательное заимствование у Джорджа Гершвина из «Fascinating Rhythm /Someone to Watch Over Me». Песня «Burn» первоначально имела другой текст и называлась «The Road», хотя по воспоминаниям Гленна Хьюза Ричи Блэкмор изначально задумывал песню с названием «Burn» ещё до того, как трек был написан. Дэвид Ковердейл называл итоговые тексты к «Burn» и «Stormbringer» «научно-фантастическими эпосами» и отмечал своё желание угодить Блэкмору. Композиция стала большим хитом, а её основная мелодия уступает по узнаваемости только легендарной «Smoke on the Water». В 2017 году по итогам опроса World Guitar Day рифф песни вошёл в рейтинг «100 величайших гитарных риффов всех времён».
«Might Just Take Your Life», имеющая блюзовый оттенок, стала одной из первых композиций с двумя ведущими вокалами. «Lay Down, Stay Down», по мнению Пейса, вполне могла звучать на альбомах состава Mark II. На пульсирующий ритм «Sail Away» повлияло творчество Стиви Уандера; её текст Ковердейл называет своей первой выдающейся работой и высказывает мнение, что эту песню должен был исполнять кто-то один — либо он, либо Гленн, — так как «два вокалиста лишают её нужной сентиментальности и атмосферы». В «You Fool No One» манера вокала немного позаимствована у Cream, а в игре Пейса Хьюз отмечает влияние Led Zeppelin; композиция была записана очень быстро. «What’s Going On Here» — 12-тактовый блюз под влиянием Джими Хендрикса, записанный в весёлой атмосфере. Для «Mistreated» Ковердэйл и Хьюз записали «очень эффектные» вокальные партии, однако Блэкмор стёр данную версию, потому что, по его мнению, столь яркий вокал заглушал его гитару. Идея инструментала «A200» родилась спонтанно; он не предусматривал текста и получил своё название в честь гигиенической мази. Первоначально предполагалось, что композиция «Coronarias Redig» будет исполнена Дэвидом Ковердейлом, но певец уснул в студии после бурной ночной вечеринки накануне записи. Группа записала её как инструментальный трек, не вошедший в оригинальный альбом, но вышедший как би-сайд к синглу «Might Just Take Your Life».

«В Burn я чувствовал себя очень органично, особенно в таких песнях как „Sail Away“. Тогда-то и распределились наши вокальные роли — Дэвид пел более низким, блюзовым голосом, а я более соуловым, в верхнем регистре. Так сформировался наш вокальный тандем»— Гленн Хьюз.
Став хитом, «Burn» в течение следующих двух лет открывала все концерты Deep Purple. Однако после воссоединения группы в формате «Mark 2» с Иэном Гилланом в качестве вокалиста эта песня вообще выпала из репертуара, так как Гиллан отказался исполнять песни Ковердэйла, но исполнялась с Тёрнером в туре 1991 года. Тем не менее, Ричи Блэкмор в 1993 году, а также пришедший ему на замену Стив Морс играли основной рифф из «Burn» в концертной версии «Speed King».

## Переиздание 2004 года
Гленн Хьюз не был обозначен как соавтор ряда песен в силу контрактных обязательств. На переиздании 2004 года его имя было включено.
Дэвид Ковердейл остался не вполне доволен качеством переиздания и отозвал свою аннотацию к альбому, выложив её на своём официальном сайте.

## Отзывы критиков
В 2018 году сайт Ultimate Classic Rock поставил альбом на 3-е место рейтинга лучших работ Deep Purple.

## Список композиций
Все песни написаны Блэкмором, Ковердэйлом, Лордом, Пейсом и Хьюзом, кроме отмеченных.
Сторона «А»
1. «Burn» — 6:00
2. «Might Just Take Your Life» — 4:37
3. «Lay Down, Stay Down» — 4:16
4. «Sail Away» (Блэкмор, Ковердэйл) — 5:49

Сторона «Б»
1. «You Fool No One» — 4:43
2. «What’s Goin’ On Here» — 4:55
3. «Mistreated» (Блэкмор, Ковердэйл) — 7:25
4. «A 200» (Лорд, Пейс, Блэкмор) — 4:03

Перемикшированное издание 2004 года также включает композиции
1. «Coronarias Redig» (single b-side 2004 remix) (Блэкмор, Лорд, Пейс) — 5:30
2. «Burn» (2004 remix) — 6:00
3. «Mistreated» (2004 remix) (Блэкмор, Ковердэйл) — 7:28
4. «You Fool No One» (2004 remix) — 4:57
5. «Sail Away» (2004 remix) (Блэкмор, Ковердэйл) — 5:37

## Участники записи
- Дэвид Ковердэйл — основной вокал
- Ричи Блэкмор — гитара
- Гленн Хьюз — бас-гитара, вокал
- Джон Лорд — клавишные, синтезатор
- Иэн Пейс — ударные

### Технический персонал
- Deep Purple — продюсирование, микширование
- Мартин Бёрч — звукоинженер, микширование
- Tapani Tapanainen — ассистент звукоинженера
- Nesbit, Phipps and Froome — оформление
- Fin Costello — оформление буклета
- Candle Makers Supplies — свечи
- Исполнительный продюсер — Тони Эдвардс (версия 2004 года)
- Matthew Tait — микширование (2004 remixes)
- Peter Mew — микширование (версия 2004 года)

## Позиции в хит-парадах
Годовые чарты:
| Хит-парад (1974)                   | Позиция |
| ---------------------------------- | ------- |
| Италия (FIMI)                      | 4       |
| Канада (RPM Year-End)              | 64      |
| США (Billboard Top Popular Albums) | 71      |
| ФРГ (Jahrescharts Deutschland)     | 5       |